# Kwaku Dua III Asamu
Kwaku Dua III Asamu (ur. około 1872, zm. 1931) – Asantehene (władca Asante) w latach 1888–1931. Jego rządy były być może najbardziej dramatyczne i najbardziej tragiczne z jakichkolwiek w historii Asante. Jego matką była Yaa Akyaa, Królowa matka albo Asantehemaa, a ojcem Kwasi Gyambibi.

## Wczesne lata
Północne stany lenne skorzystały z okazji by oderwać się od Konfederacji Asante i w końcu przy cichym poparciu Brytyjczyków wybuchła wojna domowa w granicach Asante. W marcu 1888 roku osiemnastoletni Kwaku Dua III wstąpił na Złoty Stolec. Później nazwany został Nana Akwasi Agyeman Prempeh I lub w skrócie Nana Prempeh I albo po prostu Prempeh).
W ciągu trzech lat Nana Prempeh ponownie połączył naród, ale ten okres zbiegł się z wzajemnym wydzieraniem sobie Afryki przez kolonizatorów i zdobywaniu niepodległości przez narody afrykańskie zjednoczone pod brytyjskim zwierzchnictwem, co stało się główną przeszkodą w ich dalszym rozwoju kolonialnym. Dodatkowo chcieli skolonizować Złote Wybrzeże zanim Francuzi zrobili to z Wybrzeżem Kości Słoniowej. Dlatego upokorzenie i podbicie Asante ułatwiłoby brytyjskie zwierzchnictwo na Złotym Wybrzeżu.
Brytyjczycy zaoferowali ochronę, którą Nana Prempeh stanowczo, ale grzecznie odrzucił i uciekł się do dyplomacji wysyłając do królowej Wiktorii delegację, która pozostała w Anglii przez sześć miesięcy, ale rząd brytyjski odmówił im spotkania.
W tym czasie rząd brytyjski instruował gubernatora na wybrzeżu do wydania ultimatum Prempehowi, w którym żądali przyjęcia brytyjskiego rezydenta w Kumasi. Oczywistym było też to, że Prempeh nie dotrzymał słowa po podpisaniu Traktatu z Fomena, według którego zobowiązany był do zapłacenia rekompensaty za wojnę oraz utrzymania otwartych szlaków handlowych.
Prempeh ponownie odmówił oświadczając, że z podjęciem decyzji oczekiwał na powrót delegacji. Pod tym pretekstem, brytyjskie wojsko ruszyło na Kumasi. Prempeh nie zamierzał stawiać żadnego oporu. Nie oddano żadnego strzału, a król i członkowie starszyzny przyszli spotkać się z gubernatorem by przyjąć brytyjską władzę. Na pytanie o zapłatę zabezpieczenia król zaoferował pierwszą ratę w wysokości 600 uncji złota. Ten gest został niewzruszenie odrzucony, a król dowiedział się, że jeżeli mógł sobie pozwolić na wysłanie delegacji do Anglii, to powinien być wypłacalny pełną sumą.

## Aresztowanie i zesłanie
Brytyjczycy nie widząc chęci króla do spłaty zadłużenia aresztowali Prempeha wraz z jego matką, ojcem, bratem, dwoma następcami do tronu oraz kilkoma wodzami. Po aresztowaniu zostali wysłani najpierw do zamku w Cape Coast, a później do zamku w Elmina. 1 stycznia 1897 roku bojąc się, że Asante spróbowaliby uprowadzić ich króla, Prempeh i jego grupa zostali deportowani do Sierra Leone i następnie na Seszele.
Asante zostali zaanektowani jako terytorium brytyjskie w 1902 roku.
Podczas emigracji, Prempeh wspominając bolesne przeżycia wojny domowej, wyraził życzenie by Asante nie walczyli zbrojnie z Brytyjczykami o rzeczy, o które walczyli przy pomocy polityki i dyplomacji w umacnianiu pokoju w tamtym okresie, a on osobiście w ciągu swojego panowania. 

## Powrót
Ludzie domagali się powrotu Prempeha. W roku 1924 Prempeh wrócił do Kumasi jako zwykły obywatel, jednak ludzie wnieśli petycję do rządu brytyjskiego, by przywrócić go na tron. W roku 1926 został koronowany na króla stanu Kumasi, a w konsekwencji został posiadaczem Złotego Stolca, który zgodnie z tradycją należał do króla narodu Asante. Nana Prempeh jeszcze raz został Asantehene. 
W roku 1931 olbrzymie drzewo przewróciło się: Nana Prempeh zmarł.
Z perspektywy czasu dyplomatyczne rozwiązania Prempeha okazały się zgodne z pragmatyką stosowaną przez wyższych wojskowych brytyjskich w czasie późniejszych spotkań z Afrykanami. Pod administracją kolonialną, dzięki zachowaniu tradycji i silnemu przywództwu, Asante zachowali sporą autonomię. Do dziś odgrywają oni doniosłą rolę w życiu politycznym, ekonomicznym i towarzyskim dzisiejszej Ghany.